# Tres de Febrero (Paraguay)
Tres de Febrero es un distrito paraguayo del Departamento de Caaguazú, ubicado a 218 km de Asunción. Se accede al distrito por un ramal que parte de la Ruta PY02.

## Geografía
Situado en el centro del Departamento de Caaguazú, sus tierras se encuentran cubiertas por grandes llanuras, utilizadas por los pobladores de la zona para la producción agrícola ganadera. Limita al norte con Yhú, al sur con Frutos, al este con Raúl Arsenio Oviedo, y al oeste con Yhú. Las tierras del distrito son bañadas por afluentes de los arroyos Paso, Porá, Mbutuy.

## Clima
Predomina el clima templado, y caen abundantes lluvias. Su temperatura baja hasta cerca de O°C en invierno y la máxima asciende a 31 °C en verano. Debido a su privilegiado clima, es uno de los que comprenden las mejores condiciones para la actividad agrícola. 

## Economía
La actividad principal de los habitantes de la zona se basa en la agricultura. El suelo fértil de este novel distrito, hace de él una esperanza de producción agrícola. La economía de este distrito, se basa en la producción agrícola y forestal, especialmente en el cultivo de soja, caña de azúcar, mandioca, algodón, yerba mate, trigo, naranjo agrio y también cuenta con cultivos dedicados a la horticultura, en relación con la ganadería, se destaca el ganado vacuno, caprino, lanar y porcino.

## Infraestructura
Una de sus principales vías de comunicación constituyen un ramal que parte de la Ruta PY02 y otro que parte de la Ruta PY13. Posee dentro del área urbana calles pavimentadas, otras empedradas, enripiadas y terraplenadas que facilitan el desplazamiento de las personas y vehículos dentro del distrito. Sus medios de transportes públicos cuentan con todas las comodidades modernas que hacen servicios periódicos hasta la capital del país, recorridos urbanos, interurbanos y nacionales.
La ubicación de distrito es estratégica, pues no se encuentra lejos de la capital ni lejos del Brasil, vía Ciudad del Este. Está en una posición equidistante, lo cual facilita todo.

## Turismo
El distrito cuenta con zonas y lugares especialmente habilitados para la realización del Turismo Rural, y cuenta con playas sobre el arroyo Yhú, y también sobre el arroyo Yuquyry. Su fiesta patronal se celebra el 3 de febrero, en honor a «San Blas».